# Забіла-Врубель Надія Іванівна
Забіла-Врубель Надія Іванівна (20 березня (1 квітня) 1868 — 21 червня (4 липня) 1913) — українська та російська оперна співачка (лірико-колоратурне сопрано).

## Життєпис
Походила з української шляхетської родини, була небогою відомого українського скульптора Пармена Забіли. Народилася 1 квітня 1868 року у м. Ковно (тепер Каунас, Литовська Республіка). Навчалась у Фундуклеївській жіночій гімназії та Київському Інституті шляхетних дівчат, де здобула початкову музичну освіту у М. Лисенка.
У 1891 році закінчила Санкт-Петербурзьку консерваторію (клас Н. Ірецької), пізніше продовжувала освіту в Парижі (клас М. Маркезі). Дебютувала у 1893 році в Києві (приватна опера І. Сетова). У 1894—1895 роках виступала в м. Тифлісі (тепер м. Тбілісі, Республіка Грузія), у 1895—1896 роках — у Санкт-Петербурзі, у 1896—1897 роках  співала в Харківській опері.
У 1897—1904 роках офіційно стала першим сопрано Московської приватної опери С. Мамонтова. У 1904—1911 роках — солістка Маріїнського театру в Санкт-Петербурзі.
У 1911 році залишила сцену, виступала в камерних концертах.

## Родина

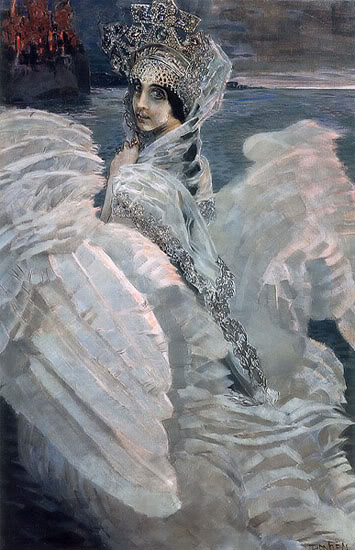
М. Врубель. «Царівна-Лебідь» (1900)

Дружина художника М. Врубеля (з 1896 року), позувала для численних картин чоловіка. Образ співачки втілений у портретах і картині «Царівна-либідь».

## Оперні партії
Виконувала провідні жіночі партії в операх західноєвропейських (Мікаела — «Кармен» Ж. Бізе, Маргарита — «Фауст» Ш. Гуно, Олімпія — «Казки Гофмана» Ж. Оффенбаха, Дездемона — «Отелло» Дж. Верді, Мімі — «Богема» Дж. Пуччіні, Недда — «Паяци» Р. Леонкавалло) і російських (Антоніда, Горислава — «Життя за царя», «Руслан і Людмила» М. Глинки; Тетяна, Марія, Іоланта — «Євгеній Онєгін», «Мазепа», «Іоланта» П. Чайковського) композиторів. Особливо відзначалася майстерним трактуванням сопранових партій в операх М. Римського-Корсакова: Ольга — «Псков'янка», Панночка — «Майська ніч», Снігуронька — «Снігуронька», Волхова — «Садко», Віра — «Бояриня Віра Шелога», Марфа — «Царева наречена», Царівна-Лебідь — «Казка про царя Салтана», Царівна Ненаглядна Краса — «Кощій Безсмертний», птах Сирин — «Оповідь про невидимий город Кітеж». Вокальні дані і виконавська майстерність співачки дістали високу оцінку М. Римського-Корсакова, М. Гнесіна та ін. видатних композиторів. М. Римський-Корсаков присвятив їй романси «Ещё я полн, о друг мой милый», «Нимфа».